# Horváthit-(Y)
Horváthit-(Y) ist ein sehr selten vorkommendes Mineral aus der Mineralklasse der „Carbonate und Nitrate“. Er kristallisiert im orthorhombischen Kristallsystem mit der idealisierten chemischen Zusammensetzung NaY(CO3)F2 und ist damit chemisch gesehen ein Natrium-Yttrium-Carbonat mit zusätzlichen Fluor-Ionen. Horváthit-(Y) gehört damit zu den REE-haltigen Fluorocarbonaten.
Horváthit-(Y) findet sich in zwei verschiedenen Habitusvarianten. Hauptsächlich bildet er isometrische bis länglich-blockige, säulige oder fächerförmige Aggregate bis zu 1,2 cm Länge, die einen „Wagenrad“-ähnlichen oder zylindrischen Habitus aufweisen. Diese Aggregate bestehen aus individuellen, radial angeordneten, gestreiften und nach [010] prismatischen Kristallen von 1 mm bis 5 mm Länge. Der zweite Habitus wird aus nach (100) dünntafeligen, auf (100) parallel gestapelten Kristallen gebildet. Die Länge dieser Kristalle nimmt kontinuierlich vom Zentrum des Stapels nach außen ab, so dass diese Parallelverwachsung vieler Kristalle bei oberflächlicher Betrachtung wie ein geriefter Einzelkristall wirkt.
Die Typlokalität des Horváthit-(Y) ist die 7. Sohle des durch den „Poudrette Quarry“ (Koordinaten des Poudrette Quarry) aufgeschlossenen gangförmigen „Poudrette-Pegmatits“ im Mont Saint-Hilaire, Regionale Grafschaftsgemeinde La Vallée-du-Richelieu, Montérégie, Québec, Kanada.

## Etymologie und Geschichte
Das später Horváthit-(Y) genannte Mineral wurde erstmals 1994 von Steve und Janet Cares auf der 7. Sohle im „Poudrette Quarry“ gefunden und George Yanji Chao von der Carleton University in Ottawa, Kanada, übergeben, der es als möglicherweise neue Mineralspezies erkannte. In den Jahren 1997 und 1998 wurde im gleichen Steinbruch auf der 8. Sohle weiteres Material mit deutlich mehr Horváthit-(Y) gefunden. Nach Vervollständigung der Untersuchungen und der Ermittlung aller relevanten Daten wurde dieses Mineral der International Mineralogical Association (IMA) vorgelegt, die es im Jahre 1996 unter der vorläufigen Bezeichnung „IMA 1996-032“ als neues Mineral anerkannte.
Im Jahre 1997 erfolgte die wissenschaftliche Erstbeschreibung dieses Minerals durch ein Team aus kanadischen Wissenschaftlern mit Joel D. Grice vom Canadian Museum of Nature (CMN) in Ottawa, und George Yanji Chao im kanadischen Wissenschaftsmagazin The Canadian Mineralogist als Horváthit-(Y) (englisch Horváthite-(Y)). Sie benannten das Mineral nach dem ungarisch-kanadischen Hobbyimeralogen Lázló Horváth (* 1937) und seiner schweizerisch-kanadischen Frau Elsa Pfenninger-Horváth (* 1947). Das Ehepaar hat sich große Verdienste um das Sammeln, die Untersuchung und die Dokumentation der Minerale des Mont Saint-Hilaire erworben. Sie veröffentlichten zahlreiche Artikel, stellten vielen Wissenschaftlern wertvolles Untersuchungsmaterial und vielen Museen weltweit ganze Suiten von Mineralen des Mont Saint-Hilaire zur Verfügung. Lázló Horváth – und z. T. auch Elsa Pfenninger-Horváth – sind Co-Autoren mehrerer Erstbeschreibungen von Mineralen aus Alkaligesteins-Pegmatiten wie z. B. Niveolanit, Lecoqit-(Y), Peatit-(Y), Ramikit-(Y), Bobshannonit und Laverovit. Der Levinson modifier im Horváthit-(Y) [das Suffix „-(Y)“] weist auf das dominierende Seltenerdmetall (hier: Yttrium) hin, wie es die Richtlinien der IMA bei der Namensgebung von REE-haltigen Mineralen verlangen.
Das Typmaterial für Horváthit-(Y) (Holotyp) wird in der Sammlung des Canadian Museum of Nature, Ottawa, Kanada (Katalognummer CMNMC 81536), aufbewahrt.

## Klassifikation
Da der Horváthit-(Y) erst 1996 als eigenständiges Mineral anerkannt und 1997 erstbeschrieben wurde, ist er in der seit 1982 veralteten 8. Auflage der Mineralsystematik nach Strunz nicht verzeichnet. Im zuletzt 2018 aktualisierten „Lapis-Mineralienverzeichnis“, das sich aus Rücksicht auf private Sammler und institutionelle Sammlungen noch nach dieser klassischen Systematik von Karl Hugo Strunz richtet, erhielt das Mineral allerdings die Mineral- und System-Nr. V/C.07-066, was in der „Lapis-Systematik“ der Mineralklasse der „Carbonate, Nitrate und Borate“ und dort der Abteilung „Wasserfreie Carbonate, mit fremden Anionen“ entspricht. Dort ist Horváthit-(Y) zusammen mit Bastnäsit-(Y), Bastnäsit-(La), Bastnäsit-(Ce), Bastnäsit-(Nd), Hydroxylbastnäsit-(La), Hydroxylbastnäsit-(Ce), Hydroxylbastnäsit-(Nd), Kozoit-(La), Kozoit-(Nd), Parisit-(Ce), Parisit-(Nd), Röntgenit-(Ce), Synchysit-(Y), Synchysit-(Ce), Synchysit-(Nd), Huanghoit-(Ce), Qaqarssukit-(Ce), Cebait-(Ce), Kukharenkoit-(La), Kukharenkoit-(Ce), Zhonghuacerit-(Ce), Cordylit-(La), Cordylit-(Ce), Lukechangit-(Ce), Mineevit-(Y), Reederit-(Y) und Micheelsenit in der „Bastnäsit-Gruppe“ zusammengefasst.
Die seit 2001 gültige und von der International Mineralogical Association (IMA) verwendete 9. Auflage der Strunz’schen Mineralsystematik ordnet den Horváthit-(Y) in die neu definierte Klasse der „Carbonate und Nitrate“ und dort in die Abteilung der „Carbonate mit zusätzlichen Anionen; ohne H2O“ ein. Diese ist allerdings weiter unterteilt nach der relativen Größe der beteiligten Kationen und/oder den vorrangig an der Verbindung beteiligten Metallen, so dass das Mineral entsprechend seiner Zusammensetzung in der Unterabteilung „Mit Seltenerden-Elementen (REE)“ zu finden ist, wo es als einziges Mitglied die unbenannte Gruppe mit der System-Nr. 5.BD.25 bildet.
Die vorwiegend im englischen Sprachraum gebräuchliche Systematik der Minerale nach Dana ordnet den Horváthit-(Y) in die gemeinsame Klasse der „Carbonate, Nitrate und Borate“ und dort in die Abteilung der „Carbonate - Hydroxyl oder Halogen“ ein. Hier ist er als einziges Mitglied in der unbenannten Gruppe 16a.01.10 innerhalb der Unterabteilung „Carbonate - Hydroxyl oder Halogen - in den Bastnäsit- /Synchysit- /Parisitgruppen“ zu finden.

## Chemismus
Mittelwerte aus zwei Mikrosondenanalysen an einem Horváthit-(Y)-Korn von der Typlokalität lieferten 45,07 % Y2O3; 0,45 % Gd2O3; 0,12 % Tb2O3; 2,49 % Dy2O3; 0,81 % Ho2O3; 3,02 % Er2O3; 1,64 % Yb2O3; 1,86 % CaO; 12,62 % Na2O; 17,22 % F und 19,83 % CO2 (–O = F 27,23 %, Summe 97,90 %). Die Menge des CO2 wurde entsprechend der Stöchiometrie aus den Resultaten der Kristallstrukturanalyse berechnet. Aus den Analysen wurde auf der Basis von drei Sauerstoff-Atomen die empirische Formel (Na0,90Ca0,07)Σ=0,97(Y0,89Er0,04Dy0,03Yb0,02Gd0,01Ho0,01)Σ=1,00(CO3)F2,01, die sich zu NaY(CO3)F2 idealisieren lässt. Die idealisierte Formel entspricht der offiziellen Formel der IMA für den Horváthit-(Y). Die vereinfachte Formel verlangt 5,72 % Kohlenstoff; 22,87 % Sauerstoff; 18,10 % Fluor; 10,95 % Natrium und 42,36 % Yttrium. Horváthit-(Y) gehört damit zu den REE-haltigen Fluorocarbonaten.
Die Elementkombination Na–Y–C–O–F ist unter den derzeit bekannten Mineralen einzigartig; damit existieren keine Minerale, die eine chemische Zusammensetzung mit den gleichen chemischen Elementen wie Horváthit-(Y) aufweisen. Chemisch ähnlich sind hingegen Mineevit-(Y), Na25Ba(Y,Gd,Dy)2(CO3)11(HCO3)4(SO4)2F2Cl, Peatit-(Y), Li4Na12Y12(PO4)12(CO3)4(F,OH)8, Ramikit-(Y), Li4(Na,Ca)12Y6Zr6(PO4)12(CO3)4O4[(OH),F]4, und Reederit-(Y), (Na,Mn)15Y2(CO3)9(FSO3)Cl.
Aus chemischer Sicht kann Horváthit-(Y) als Y-dominantes Analogon zum Ce-dominierten Lukechangit-(Ce), Na3Ce2(CO3)4F, als Na-dominantes Analogon zum Ca-dominierten Synchysit-(Y), CaY(CO3)2F, oder z. B. als Na-Y-dominantes Analogon zum Ba-Ce-dominierten Kukharenkoit-(Ce), Ba2Ce(CO3)3F, aufgefasst werden.

## Kristallstruktur

Kristallstruktur von Horváthit-(Y) in kationenzentrierter polyedrischer Darstellung und Standardorientierung. Der blaue Umriss zeigt die Einheitszelle. Farblegende:
1. F9DC3C Na
2. 66988E Y
3. 804929 C
4. FE0300 O
5. B0B9E6 F

Horváthit-(Y) kristallisiert im orthorhombischen Kristallsystem in der Raumgruppe Pmcn (Raumgruppen-Nr. 62, Stellung 5) mit den Gitterparametern a = 6,964 Å, b = 9,173 Å und c = 6,302 Å sowie vier Formeleinheiten pro Elementarzelle.
Die Kristallstruktur des Horváthits-(Y) beinhaltet zwei große Kationen-Positionen: das siebenfach koordinierte Na-Polyeder und das achtfach koordinierte Y-Polyeder. Jedes Polyeder kann als „bifurkiertes“ Oktaeder beschrieben werden, wobei die vier kürzeren Bindungen zu den F-Atomen die äquatoriale Fläche beschreiben, wohingegen die längeren Kationen-Sauerstoff-Bindungen die Achsen des Oktaeders bilden. In dem (Na-Φ7)-„Oktaeder“ ist lediglich eine Sauerstoff-Spitze (Vertex) „bifurkiert“, während im (Y-Φ8)-„Oktaeder“ beide Sauerstoff-Spitzen eine „Bifurkation“ besitzen. Horváthit-(Y) weist eine parallel (100) geschichtete Kristallstruktur auf, wobei die beiden Schichten mit NaY(CO3) bzw. F unterschiedliche Zusammensetzungen zeigen. Die meisten REE-Fluorocarbonate sind geschichtet und besitzen „aufrecht stehende“ (CO3)-Gruppen. Die Vertreter der Bastnäsit-Parisit-Röntgenit-Synchysit-Gruppe basieren auf syntaktischen Verwachsungen verschiedener Kombinationen von gestapelten Seltenerdelementen, Fluor, Alkalimetallen und Carbonat-Gruppen. Während in der Struktur von beispielsweise Bastnäsit-(Ce) mit einer CeF-Schicht und einer segregierten Schicht aus aufrecht stehenden (CO3)-Gruppen zwei Schichttypen vorhanden sind, besitzt Horváthit-(Y) – wie auch Huanghoit-(Ce), Baiyuneboit-(Ce) und Lukechangit-(Ce) – flachliegende (CO3)-Gruppen. Im Gegensatz zu Horváthit-(Y) weist die Struktur jedes dieser Minerale (CO3)-Schichten auf, die von den Schichten mit F, REE und Alkali- bzw. Erdalkalimetallen getrennt sind. Die Struktur von künstlichem BaCu(CO3)F2 mit einer Cu(CO3)-Schicht mit flachliegenden (CO3)-Gruppen sowie einer BaF2-Schicht besitzt hingegen Merkmale, die auch in der Struktur des Horváthits-(Y) auftreten.

## Eigenschaften

### Morphologie
Horváthit-(Y) bildet zwei verschiedenen Habitusvarianten. Hauptsächlich findet er sich in Form von isometrischen bis länglich-blockigen, säuligen oder fächerförmigen Aggregaten bis zu 1,2 cm Länge, die einen „Wagenrad“-ähnlichen oder zylindrischen Habitus aufweisen. Diese Aggregate bestehen aus scharfkantigen, radial angeordneten, gestreiften und nach [010] prismatischen, von 1 mm bis zu 5 mm langen Kristallen. Der zweite Habitus wird aus nach (100) dünntafeligen, auf (100) parallel gestapelten Kristallen von circa 1 × 1 × 0,25 mm Größe gebildet (vergleiche dazu die nebenstehenden Kristallzeichnungen). Die Länge dieser Kristalle nimmt kontinuierlich vom Zentrum des Stapels nach außen ab, so dass diese Parallelverwachsung vieler Kristalle bei oberflächlicher Betrachtung wie ein geriefter Einzelkristall wirkt.
Die Tracht der Horváthit-(Y)-Kristalle besteht aus dem dominierenden vorderen Pinakoid {100}, dem Basispinakoid {001} und dem seitlichen Pinakoid {010} mit {100} > {001} > {010}. Untergeordnet finden sich an den Kristallen die Prismen {110}, {011} und {101} (vergleiche auch dazu die nebenstehenden Kristallzeichnungen).

### Physikalische und chemische Eigenschaften
Die Kristalle des Horváthit-(Y) sind farblos bis blass beigefarben oder blassrosa. Ihre Strichfarbe ist hingegen immer weiß. Die Oberflächen der durchscheinenden bis durchsichtigen Kristalle zeigen einen charakteristischen glasartigen Glanz. Horváthit-(Y) besitzt entsprechend diesem Glasglanz eine mittelhohe Lichtbrechung (nα = 1,457; nβ = 1,543; nγ = 1,622), aber eine sehr hohe Doppelbrechung (δ = 0,165). Im durchfallenden Licht ist der zweiachsig negative Horváthit-(Y) farblos bis blassbraun und weist einen schwachen Pleochroismus von Y ≈ Z = blassbraun nach X = farblos auf.
Horváthit-(Y) besitzt eine sehr gute Spaltbarkeit nach {100} und eine gute Spaltbarkeit nach {010}. Aufgrund ihrer Sprödigkeit brechen Horváthit-(Y)-Kristalle aber ähnlich wie Amblygonit, wobei die Bruchflächen uneben (unregelmäßig) ausgebildet sind.
Horváthit-(Y) weist eine Mohshärte von 4 auf und gehört damit zu den mittelharten Mineralen, die sich ähnlich gut wie das Referenzmineral Fluorit (Härte 4) mit
dem Taschenmesser leicht ritzen lassen. Die gemessene Dichte für Horváthit-(Y) beträgt 3,3 g/cm³, die berechnete Dichte 3,61 g/cm³.
Horváthit-(Y) zeigt weder im kurzwelligen noch im langwelligen UV-Licht eine Fluoreszenz.
Die Kristalle des Horváthit-(Y) sind bereits in schwachen organischen Säuren wie z. B. Essigsäure, Ameisensäure, Citronensäure oder Weinsäure potentiell instabil.

## Bildung und Fundorte
Horváthit-(Y) wurde an seiner Typlokalität im gangartigen, so genannten „Poudrette-Pegmatit“ (oder „Poudrette Dike“) gefunden, der den größten im intrusiven, alkalischen, hoch-agpaitischen Gabbro-Syenit-Komplex von „Mont Saint-Hilaire“ aufgefundenen Pegmatitkörper bildet. Er stellt hier ein spät bei niedrigen Temperaturen gebildetes Mineral dar und findet sich in Hohlräumen des hydrothermal veränderten peralkalischen Pegmatits. Dieses Kristallisationsstadium begünstigt die Anwesenheit von Kationen mit schwacher Säurenstärke (schwache Säuren), also Kationen mit einer niedrigen Valenz wie z. B. Na+ oder Kationen mit einer großen Koordinationszahl wie z. B. REE3+. Während der Kristallisation werden schwache Lewis-Säuren durch schwache Lewis-Basen wie z. B. F− und (CO3)2− stabilisiert. Aus diesem Grund kristallisieren in dieser Umgebung REE-Fluorocarbonate wie z. B. Horváthit-(Y). Horváth und Pfenninger-Horváth zufolge findet sich der Horváthit-(Y) als Mineral der Spätphase in hydrothermal umgewandelten Zonen des Poudrette-Pegmatits.
Der 1,5 bis 2,0 m mächtige „Poudrette-Pegmatitgang“ befindet sich in der südöstlichen Ecke des „Poudrette-Quarry“ im Nephelinsyenit. Der Bereich des Pegmatits, in dem der Horváthit-(Y) gefunden wurde, ist intensiv alteriert. Viele der zusammen mit Horváthit-(Y) identifizierten Minerale sind intensiv angeätzt und korrodiert.
Typische Begleitminerale des Horváthit-(Y) in den Hohlräumen im „Poudrette-Pegmatit“ sind Mikroklin, Aegirin, Dawsonit, Rhodochrosit, Sodalith, Natrolith, Albit, Serandit, Siderit, Tainiolith, Katapleiit, Astrophyllit, Genthelvin und ein Mineral der Franconit-Gruppe. In einem anderen Bereich desselben Pegmatitgangs ist Horváthit-(Y) mit „MSH UK-96“ (identisch mit Adamsit-(Y)), einem Alterationsprodukt von „MSH UK-96“, Sphalerit, Rhodochrosit und Mikroklin vergesellschaftet. Als weitere Parageneseminerale des Horváthit-(Y) werden Gaidonnayit, Donnayit-(Y), Thomasclarkit-(Y), Kryolith, Sabinait, Synchysit-(Ce), Analcim, Gobbinsit, MSH UK-106 (identisch mit Adamsit-(Y)), „MSH UK-107“ (ein noch unbeschriebenes wasserhaltiges Na-Ca-Zr-Y-Phosphat-Carbonat), „MSH UK-108“ (ein noch unbeschriebenes wasserhaltiges Na-Ca-Y-Phosphat-Carbonat) und Petersenit-(Ce) sowie Chabasit-Na und Leukophan genannt.
Als extrem seltene Mineralbildung wurde der Horváthit-(Y) bisher (Stand 2019) lediglich von drei Fundpunkten beschrieben. Die Typlokalität für Horváthit-(Y) ist der im „Poudrette Quarry“ aufgeschlossene gangförmige „Poudrette Dike“ oder „Poudrette-Pegmatit“ im Alkaligesteins-Pluton des Mont Saint-Hilaire, Regionale Grafschaftsgemeinde La Vallée-du-Richelieu, Montérégie, Québec, Kanada. Das relative spärliche Typmaterial, von dem nur wenige Milligramm existieren, wurde auf der 7. Sohle geborgen, in den Jahren 1997 und 1998 lieferte der gleiche Pegmatit aber auf 8. Sohle weiteres, umfangreiches Material mit Horváthit-(Y). Zum „Poudrette Quarry“ gehören auch die 1994 an die Familie Poudrette verkauften Abbaue im ehemaligen „Demix Quarry“, in den schon früher die alten Steinbrüche „Desourdy Quarry“ und „Uni-Mix Quarry“ aufgegangen waren. Ende 2007 verkaufte die Familie Poudrette den Steinbruch, dessen Name seitdem als „Carrière Mont Saint-Hilaire“ angegeben wird.
Die einzige weitere Fundstelle für Horváthit-(Y) ist der Lagergang (Sill) von Saint-Amable im „Demix-Varennes-Quarry“ bei Varennes bzw. Saint-Amable, Regionale Grafschaftsgemeinde Marguerite-D’Youville (ehemals Lajemmerais), Montérégie, Québec, Kanada.
Fundstellen für Horváthit-(Y) aus Deutschland, Österreich und der Schweiz sind damit unbekannt.

## Verwendung
Horváthit-(Y) ist aufgrund seiner Seltenheit nur für den Sammler von Mineralen von Interesse.